# Тирлич хрещатий
Тирли́ч хрещатий, лихоманник (Gentiana cruciata) — багаторічна трав'яниста рослина родини тирличевих.

## Опис
Стебла прямостоячі або висхідні, прості, голі, 40—60 см заввишки. Листки супротивні, видовжено-ланцетні, тупуваті, цілокраї, до 10 см завдовжки, з трьома, рідше п'ятьма поздовжніми жилками, зрослі своїми основами в піхви; нижчі листки зібрані розеткою. Квітки правильні, двостатеві, зібрані в пазушні і верхівкові кільця, дуже рідко одиничні; чашечка коротко-яйцеподібна, не довша за третину довжини віночка, плівчаста, з чотирма лінійно-ланцетними частками, з яких 2 супротивні довші за інші; віночок булавовидно-дзвоникоподібний, з великими симетричними складками, 20— 25 мм завдовжки, зовні бруднувато-блакитний або сіро-зелений, усередині — блакитний, з 4 яйцеподібними частками, у виїмках між якими розвинені 4 дрібненькі ланцетні лопаті. Плід — коробочка. Цвіте у липні — серпні.

## Поширення
Тирлич хрещатий в Україні росте у південній частині лісових районів, у Лісостепу і в Криму на сухих луках і схилах, серед чагарників та по узліссях.

## Заготівля і зберігання
Для виготовлення ліків використовують коріння (див. статтю Тирлич жовтий) і траву тирличу хрещатого. Траву заготовляють у період цвітіння рослини, зрізуючи облиствлені верхівки стебел, і використовують свіжою або зв'язують у невеликі (по 8—10 рослин) пучки і сушать, розвісивши на вірьовках у затінку на вільному повітрі або в добре провітрюваному приміщенні. Сухого коріння виходить 20 % , сухої трави — 22—23 %. Рослина неофіцинальна.

## Хімічний склад
Хімічний склад коріння тирличу хрещатого подібний до хімічного складу коріння тирличу жовтого. Трава тирличу хрещатого містить ті самі речовини, але в меншій кількості.

## Фармакологічні властивості
Фармакологічні властивості і використання, лікарські форми і застосування — усе так, як для виду тирлич жовтий. В аналогічних випадках використовують і настій сушеної трави тирличу хрещатого (1 столову ложку сировини настоюють 2 години в 500 мл окропу і п'ють по півсклянки 4 рази на день до їди). Крім того, настій сушеної трави тирличу хрещатого дають усередину при запаленні й піску в нирках і сечовому міхурі, при мізерних і болісних місячних, істерії, кашлі, загальній слабості, запамороченні, туберкульозі, кровохарканні, геморої, золотусі й подагрі та як засіб, що сприяє збільшенню молока в жінок, які годують груддю. У вигляді примочок настій трави застосовують для лікування ран, опіків і гнояків. Для лікування ран і гнояків використовують і настойку (1 частина свіжої трави на 10 частин міцної горілки). Використовують тирлич хрещатий і в гомеопатії.